# Холодець
Холоде́ць, діал. за́холод, драглі́ (дріглі, холодне, гишки, студенець, здриганець[джерело?]) — драглиста холодна страва, що являє собою застиглий густий відвар зі шматочками м'ясних, рибних чи вегетаріанських продуктів. Нагадує кисіль чи мармелад. Наразі залишається невід'ємною складовою української, білоруської, польської, грузинської, хорватської, словенської, російської, румунської кухні тощо.

## Етимологія
В сучасній українській мові ця страва згадується лише під своєю основною назвою, однак ще до середини XX сторіччя у народі були поширені й такі варіанти назви як за́холод, студене́ць, ледене́ць. Усі вони походять від слів, які означають низьку температуру, тобто вказують одночасно на спосіб приготування, де було обов'язковим охолодження, і на якість кінцевого продукту, який споживали холодним. Серед інших варіантів назв поширені дри́глі, дри́ґлі, дра́глі, дра́ґлі — ними раніше позначали будь-яку в'язку, желеподібну речовину, а саме така консистенція властива холодцю. Походження ще однієї старої назви, гишки, не з'ясоване.
Показово, що у сусідніх слов'янських народів ця страва називається так само: пол. chołodeć, пол. studeneć, рос. холодец, рос. студень і в обох прикладах застарілим є той самий варіант, що і в українській мові. Така схожість вказує на давність походження страви, яка виникла у часи, коли етнічні відмінності між слов'янськими народами ще не були значними. В XX сторіччі в російській мові для холодцю, приготованого на желатині, з'явилася окрема назва рос. заливное; за СУМ-20 заливне́ — холодна страва з м'яса або риби, залита наваром, що загусає. Ця назва підкреслювала технологічну відмінність, адже в юшці на желатині продукти довго варити не обов'язково, достатньо просто залити їх підготовленим бульйоном.

## Історія
Точний час появи холодцю невідомий, але сталося це не пізніше доби Київської Русі, адже саме в цей період відмінності між мовами слов'ян стали суттєвими і незалежне виникнення однакових назв було б просто неможливим (читай попередній розділ). Ймовірно, холодець винайшли випадково при охолодженні наваристого кісткового чи кістково-м'ясного бульйону. Застигання такої юшки відбувається навіть при помірній температурі, але прискорюється при охолодженні, яке для винайденої страви стало обов'язковим. Саме ця суттєва відмінність і лягла в основу її назви.
Зварений холодець для застигання відносили у льох чи присінок, взимку могли залишити просто у холодному кутку хати, у міських будинках ставили до комори, звідки його можна було без будь-якої підготовки винести зразу на стіл. Готовий продукт був дуже поживним і псувався повільніше, ніж звичайні супи, тому поширився серед усіх верств. З одного боку, холодець варили часто, особливо взимку, тому його можна назвати звичною стравою. З іншого боку, він не був повсякденною їжею, адже його приготування зазвичай присвячували до урочистих подій. З часом холодець взагалі став ритуальним продуктом, в Україні його обов'язково готували на Різдво, Щедрий вечір, весілля, поминки. Особливо бажаною ця страва була напередодні Великого посту: за стародавнім звичаєм в м'ясопусну неділю готували холодець зі свинячих ніжок, тому цей день ще називався «ніжкові заговини».
Зручність споживання м'ясного холодцю навела на думку винайти його пісний відповідник. Так з'явився рибний холодець. Заможні люди під впливом високої європейської кухні почали удосконалювати просту народну страву використанням прянощів і приправ, а також освітленням бульйону, що зробило готовий холодець набагато привабливішим. Невідомо, коли сталися ці удосконалення, вони могли ввійти в українську кулінарію незалежними шляхами: в Західній Україні через польську кухню, в Східній — з французької через російську дворянську. Винайдення холодильника остаточно розв'язало проблему застигання холодцю, тепер було не обов'язково робити бульйон наваристим. Це збіглося із поширенням желатину, завдяки чому холодець позбувся таких незмінних складових як кістки і хрящі. Ці винаходи сприяли появі принципово нових рецептів холодцю — зі значним вмістом продуктів, що легко псуються: овочів, грибів, паштетів, шинки.

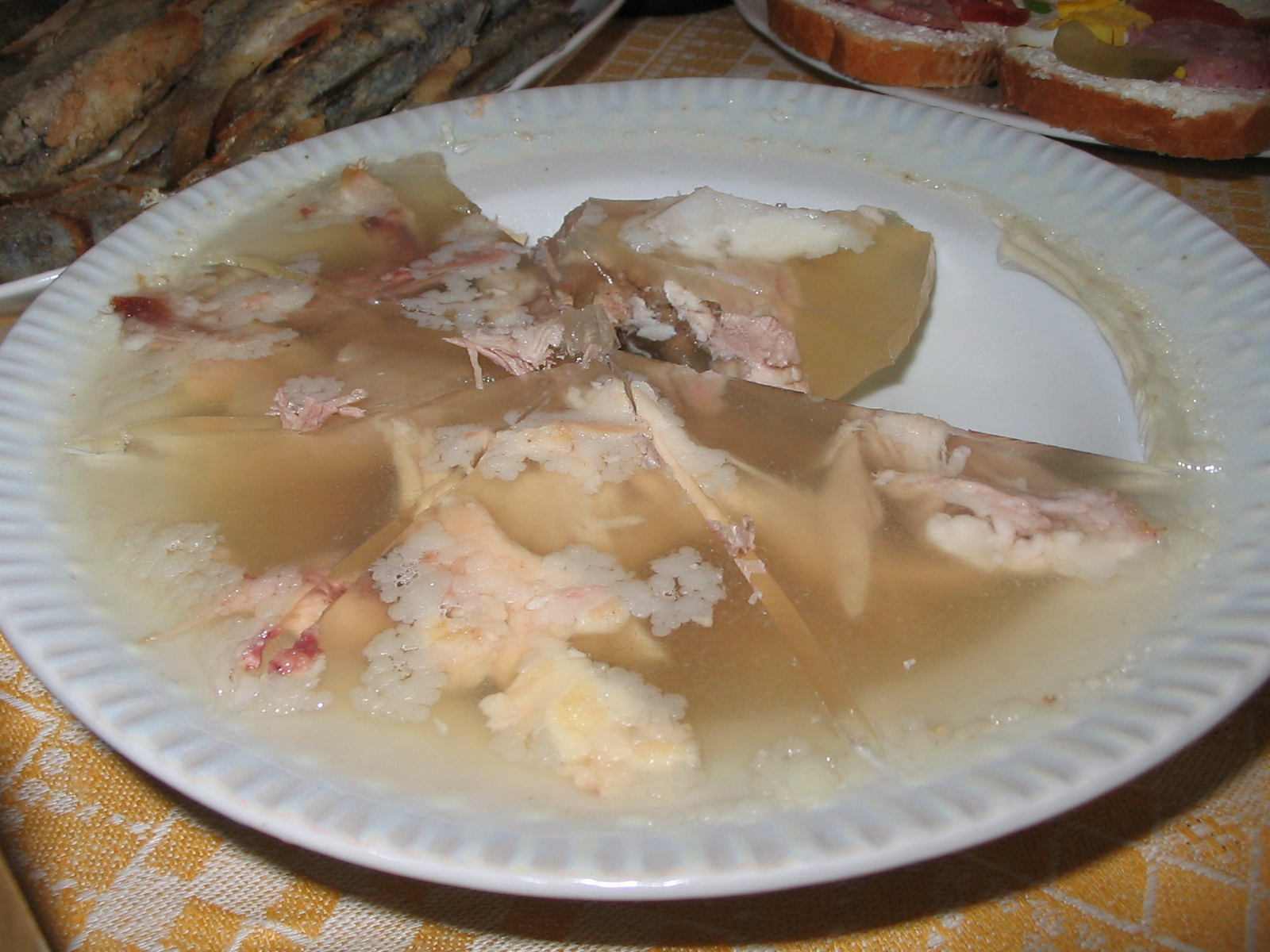
Холодець з курятини, поданий за народним звичаєм.

У XX сторіччі поява СРСР зупинила цей поступ. Радянська ідеологія вимагала відмови від «буржуазних розкошів», під цим гаслом часто забороняли будь-яку витонченість і різноманіття. На тривалий час поширеними залишались тільки примітивні варіанти холодцю. Після розпаду СРСР відбулося розшарування суспільства постколоніальних країн внаслідок чого виникли дві кулінарні традиції. В народній і досі переважає м'ясний варіант холодцю без освітлення бульйону, з використанням найдешевшої городини і подачею в тому посуді, в який його налили. Ресторанна практика, навпаки, відійшла від цього звичаю і пішла шляхом урізноманітнення рецептів і способів подавання холодцю. Обидві традиції мають своїх поціновувачів і критиків: «народному» холодцю закидають його непривабливий каламутний вигляд, надмір калорій, іноді розглядаючи це як ознаку недосконалості страви загалом; ресторанні ж вегетаріанські рецепти часто за складом настільки відрізняються від традиційного холодцю, що потребують окремого визначення.

## Складники
Усі старовинні рецепти холодцю передбачають наявність згущувальних продуктів — кісток і хрящів. В сучасних варіантах їх інколи заміняють готовим желатином чи навіть агаром. Кістки худоби добирають або з голови, або з кінцівок, традиційно надаючи перевагу гомілкам, лопатці, телячим копитам і свинячим ратицям. З хрящуватих частин тіла використовують вуха, хвости, а також інколи додають свинячу шкіру. У кролів беруть цілу патрану тушку без голови і лап, у птиці нерідко разом із лапами. Рибу добирають лише найбільшу, таку, що має великі кістки. Її також варять без нутрощів, але з хвостом і головою, попередньо видаливши з неї зябра; часто додають і плавальний міхур, який збільшує клейкість бульйону.
Слід зазначити, що ці желатинуючі продукти слугують лише для приготування наваристої юшки, в готову страву їх не включають, тому основним складником холодцю виступає м'ясо. Холодець можна готувати з м'яса будь-яких свійських тварин, але найчастіше використовують яловичину, телятину, свинину і курятину, рідше — баранину, м'ясо індичок, качок, кролів, цілих поросят і рибу. Найбільш екзотичні рецепти, які наближають холодець до високої кухні, передбачають використання дичини, субпродуктів, паштетів, шинки. М'ясо худоби зазвичай беруть з тих частин тіла, що й кістки, тобто не найвищого ґатунку. У кролів і птиці використовують будь-які частини тушки. Для курячого холодцю найкращим є м'ясо півня, потім — старої курки, найгіршим — курчат, оскільки з них юшка не навариста. З субпродуктів найчастіше використовують язик і печінку, рідше мозок і пташині потрухи (шлуночки), з паштетів віддають перевагу суто м'ясним. Існує усталена думка, що найсмачніший холодець можна отримати, поєднуючи кілька видів м'яса, в тому числі м'ясо копитних і птиці.
Рибу з м'ясом ніколи не готують разом, виняток становить лише м'ясо півня, яке іноді додають до рибної юшки для кращого навару. Рибний холодець традиційно варять тільки з річкової риби. Найкращою сировиною вважають осетрів, стерлядь, щуку, судака, рідше використовують коропа, пструга. В сучасних рецептах згадується навіть горбуша (різновид лосося) і лаврак, які, строго кажучи, є морськими рибами. Деякі сучасні рецепти включають також морепродукти: креветок, кальмарів, крабів. Крабів і креветок інколи заміняють раками і кав'яром.
Оскільки холодець здавна набув статусу ритуальної й святкової страви, для поліпшення смаку його варили з прянощами, набір яких з віками став обов'язковим. Серед таких запашних додатків слід зазначити цибулю, часник і чорний перець, також майже завжди використовують лаврове листя, духмяний перець, моркву. В давнину дуже поширеними в приготування холодцю були гвоздика, корені петрушки, селери, пастернаку, однак сучасні кулінари ними нерідко нехтують.
Спочатку вищеназвану городину додавали в юшку винятково для запаху, але потім виникла ідея прикрашати шматочками пісних продуктів і готову страву. Через це частка таких додатків у нових рецептах холодцю збільшилась, а їхнє різноманіття стало ширшим. Для прикрашання холодцю окрім найчастіше використовуваної моркви стали застосовувати свіжу зелень петрушки, цибулі, селери, салату, мариновані або варені гриби (найчастіше білі, опеньки і рижики), консервований горошок, корнішони, варені яйця, ягоди журавлини і брусниці. Ця тенденція набула значного розмаху після винайдення желатину. Оскільки його застосування дозволяло обійтися без багаточасового варіння, асортимент продуктів, які додавали до холодцю, став практично невичерпним. В сучасних рецептах холодцю на желатині частка вегетаріанських додатків подекуди сягає 50—100 %, що фактично перетворює його на салат-желе. Серед незвичних продуктів, які можуть бути у складі пісного холодцю, слід згадати консервовану кукурудзу, оливки, солодкий перець, перепелині яйця, в рибних холодцях — морську капусту.
На якість холодцю впливає не тільки наявність у ньому певних складників, але й смак юшки. У найпростіших варіантах цієї страви, які поширились після Жовтневого перевороту, окрім прянощів юшку приправляють хіба що сіллю. Однак раніше жирний і прісний смак холодцю урівноважували чимось кислуватим: прості люди додавали до юшки оцет, заможні — лимон і вино. Натуральна холодцева юшка каламутна, тому із Західної Європи був запозичений досвід освітлення бульйону за допомогою яєчного білка, однак його використання так і залишилось необов'язковим.

## Приготування

### Підготовка продуктів
Готуючи холодець на кістковому бульйоні, кістки худоби розрубують на шматки такого розміру, щоб було зручно повністю занурити їх у воду. Тушки дрібніших тварин обезголовлюють, патрають і великими шматками розрубують подібно до кісток, виняток становить тушка поросяти, яку тільки патрають, а варять цілою, не відрізаючи голову. Свинячу шкіру нарізають великими шматками, хвіст і вуха кладуть цілком, однак бичачий хвіст ріжуть на шматки. Рибу патрають, відрізають голову, хвіст, плавальний міхур, а тушку нарізають порційними кавалками.
Яйця варять окремо. Овочі чистять, мариновані гриби промивають від маринаду. Желатин і сушені гриби попередньо замочують у холодній воді.

### Варіння
Підготовлені продукти заливають холодною водою і доводять до слабкого кипіння під кришкою, причому в м'ясному холодці спочатку варять кістки й хрящі, а в рибному — неїстівні частини. Колаген, що міститься у кістках і хрящах, при варінні вивільняється повільно, тому цей процес триває 2-4 години. Взагалі тривалість варіння холодцевої юшки сильно залежить від якості, кількості і виду сировини: найшвидше готується рибний бульйон, довше — холодець з птиці, а найдовше — зі свинини і яловичини. М'ясо на кістці варять разом із кістками, м'ясо без кістки, особливо якщо воно від дрібніших тварин, варять окремо. Так само і в рибному холодці з півнем розділяють варіння риби та м'яса. В звичайному рибному холодці порційні кавалки риби кладуть у воду тільки після того, як зваряться голова і хвіст, бо переварене рибне філе втрачає пружність і смак.
Стосовно того, коли додавати приправи, єдиної думки не існує. На початку варіння безумовно додають тільки цибулю, причому інколи в лушпинні, щоб юшка була золотавіша. Корені, зелень, лаврове листя та інші прянощі можуть класти або разом з цибулею, або за годину до готовності. Також за годину до готовності додають савойську капусту, оцет, вино, лимон. Підігрітий до рідкого стану желатин вливають у майже готовий бульйон. У холодці на кістковому бульйоні желатин зазвичай не використовують, частіше його додають якщо юшка вийшла не навариста і є підозра, що юшка не застигне. Подрібнений часник і сіль кладуть у повністю готову страву. Незалежно від того, яким способом готували холодець, про його готовність свідчить ледь помітне загусання рідини. На цьому етапі бульйон обов'язково знежирюють, знімаючи жир ложкою в окрему посудину. Цей жир придатний для готування інших страв.
При варінні холодцю важливо відразу розрахувати необхідну кількість води, оскільки продукти повинні в неї занурюватись весь час, а при тривалому кипінні частина води випаровується. Якщо відразу додати забагато води, то бульйон вийде несмачним, та і варити його доведеться довше, щоб випаровувався надлишок і желатинувався залишок. Якщо води дати замало, то доведеться підливати, а змішувати холодну воду з окропом небажано, бо від цього бульйон каламутнішає. Варячи холодець, необхідно знімати не тільки жир, а й піну, це також покращує прозорість бульйону.

### Завершальна підготовка
Зварений таким чином бульйон проціджують через тканину, м'ясо відділяють від кісток і нарізають порційними шматками. Усталились два види нарізки: великими пласкими шматками або дрібними кубиками. Першим способом, як правило, нарізають язик, шинку, паштет, печінку, куряче філе, другим — свинину, яловичину, вуха. Нарізані м'ясо і рибу викладають у форми або тарілки. На цьому етапі до холодцю додають інші фігурно нарізані продукти, які не вимагають тривалої термічної обробки: овочі, зелень, яйця, гриби, ягоди тощо. Продукти заливають процідженим бульйоном і ставлять в холод до застигання.
Радикальний спосіб покращити вигляд холодцю — освітлення яєчним білком. При цьому в юшку кладуть збиті в піну білки, добре вимішують і дають постояти до 15 хвилин. За цей час білок зв'язує дрібні частини продуктів і рідина стає прозорою, не втрачаючи притаманного їй кольору. Освітлення здійснюють або перед проціджуванням, або після нього. Останній спосіб кращий, тому що білок не змішується з іншими продуктами, зв'язуючи тільки зайві частинки. Освітлення холодцю обов'язкове у ресторанній практиці, вдома його застосовують рідко.

### Подача

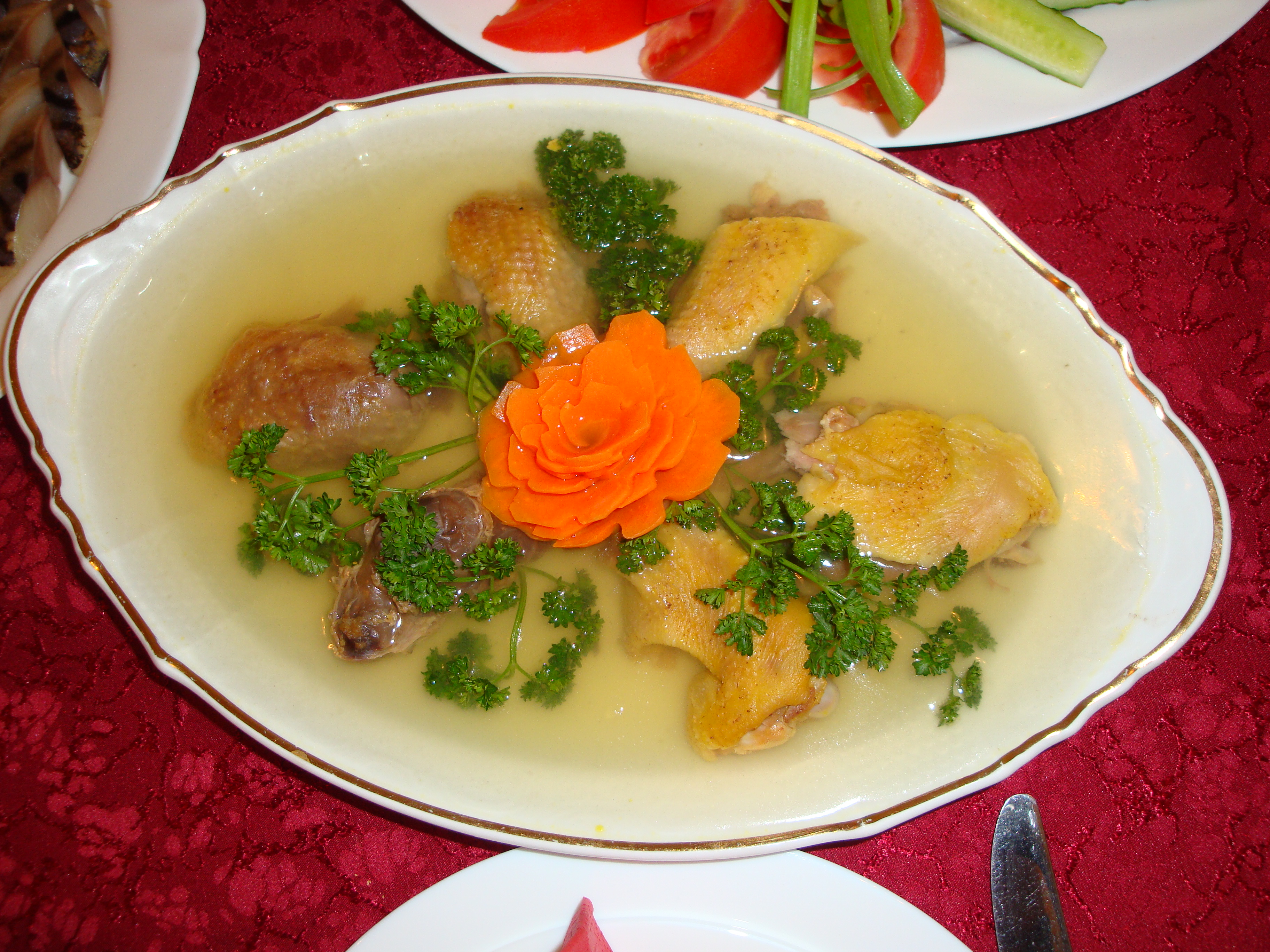
Подача холодцю в тарілці.

Холодець можна подавати двома способами — у посуді, в який його розлили, або вийнявши з форми. Перший спосіб переважає у побуті, при цьому холодець можуть розливати як в миски, так і в прозорі посудини: салатниці, креманки, склянки тощо. Якщо холодець вчасно не знежирили, або знежирили недостатньо, то перед подаванням, ложкою видаляють залишки смальцю. Порції холодцю при такій подачі зазвичай великі. В інший спосіб форму з холодцем занурюють не повністю у теплу рідину, а потім перевертають на таріль і обкладають зеленню, овочами, колотим льодом. Порції холодцю в цьому випадку невеликі. Така подача дає більше можливостей показати складники страви, тому нею часто користуються у ресторанах.
Жирний м'ясний холодець здавна було прийнято подавати з гострими приправами: хроном, столовою гірчицею або оцтом. Традиційним супутником холодцю на обрядовому столі є також цвіклі — салат з буряків з хроном. В сучасних варіантах це практикують не завжди, оскільки вегетаріанські і рибні холодці не такі поживні і легше засвоюються.

## У культурі
М'ясний холодець в Україні посідає помітне місце як святкова, майже обрядова страва, але саме через цю поширеність він став ототожнюватися з масовою культурою та її негативними проявами. М'ясний холодець часто присутній в описах столу як ознака багатства, щедрості і смакової невибагливості господарів дому. За ним закріпився образ гарної закуски до горілки, навіть усталився фразеологічний вислів «заснути мордою в холодці», що означає сп'яніти до нестями. Разом з тим, інші варіанти холодцю не стали всенародно поширеними і не набули такого негативного тлумачення.
В Російській Федерації холодець став традиційним у святкуванні Нового року. Завдяки цій страві усталився вираз «ну і гадость эта ваша заливная рыба» («ну й гидота ваш рибний холодець»), взятий з популярного фільму «Іронія долі», де обіграні пригоди у новорічну ніч. Цією приказкою позначають будь-що неприйнятної якості.